# Christiane Schenderlein

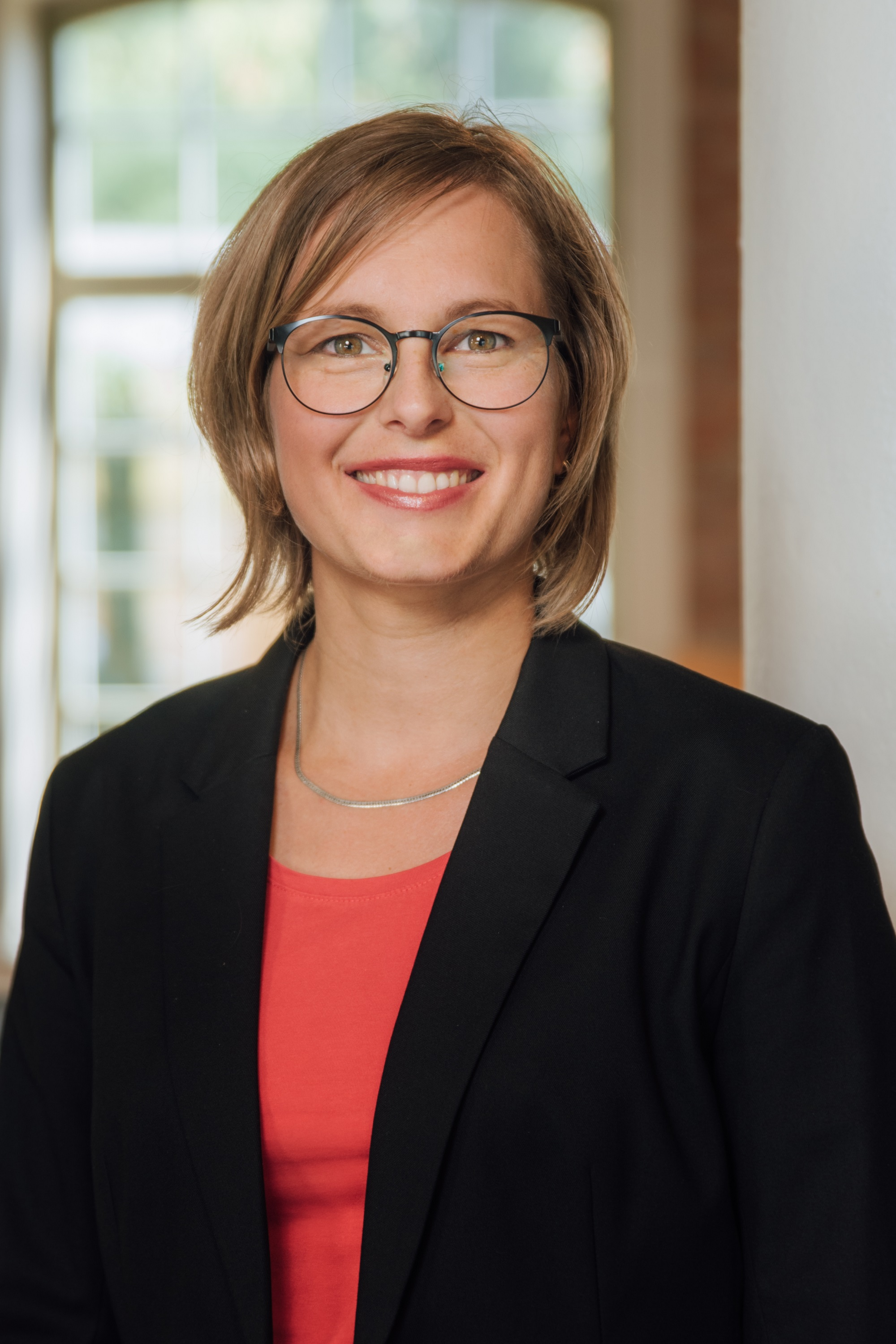
Christiane Schenderlein (2019)

Christiane Schenderlein (* 17. Oktober 1981 in Weißenfels) ist eine deutsche Politikerin (CDU) und Kommunikationsberaterin. Sie ist seit 2021 Mitglied des Deutschen Bundestages und seit 2025 Staatsministerin bei dem Bundeskanzler und Beauftragte der Bundesregierung für Ehrenamt und Sport. Von 2019 bis 2022 war sie Mitglied des Sächsischen Landtages.

## Leben
Schenderlein wuchs in Leipzig auf und lebt mit ihrer Familie im Landkreis Nordsachsen in Taucha. Sie ist evangelisch, verheiratet und hat drei Kinder.

### Ausbildung
Schenderlein besuchte das Friedrich-Schiller-Gymnasium in Leipzig, an dem sie im Jahr 2000 ihr Abitur ablegte. Sie studierte von 2000 bis 2006 mit einem Stipendium der Begabtenförderung der Konrad-Adenauer-Stiftung Politikwissenschaft, Medien- und Kommunikationswissenschaft und Geschichte an der Martin-Luther-Universität Halle-Wittenberg und der Universität Leipzig mit Abschluss Magister artium. Anschließend promovierte sie 2014 im Fach Politikwissenschaft zum Thema Landesvertretungen im Entscheidungsprozess der Europäischen Union mit summa cum laude zum Dr. phil. an der Martin-Luther-Universität Halle-Wittenberg.

### Beruflicher Werdegang
Von 2009 bis 2019 war sie Büroleiterin verschiedener Bundestags- und Landtagsabgeordneter. Zuletzt war sie Leiterin des Wahlkreisbüros des ehemaligen sächsischen CDU-Fraktionsvorsitzenden Frank Kupfer.
Bis 2019 war sie als Kommunikationsberaterin im Leipziger Beratungs- und Kommunikationsunternehmen „Wolffberg Management Communication GmbH“ von Peter Zimmermann, der u. a. als Regierungssprecher und Staatssekretär in Sachsen und später in Thüringen tätig war, beschäftigt.

### Politischer Werdegang
Bereits 1998 trat sie im Alter von 16 Jahren der Jungen Union und der CDU bei.
Seit 2015 gehört sie dem Landesvorstand der Mittelstands- und Wirtschaftsunion im CDU-Landesverband Sachsen an. Seit 2019 ist sie zudem stellvertretende Kreisvorsitzende der Mittelstandsunion Nordsachsen.
Auf dem CDU-Kreisparteitag wurde Schenderlein am 20. Oktober 2017 neben drei weiteren Personen als stellvertretende Kreisvorsitzende für den Kreisvorsitzenden Marian Wendt in den Kreisvorstand der CDU Nordsachsen gewählt.
Im Jahr 2018 wurde Schenderlein von der Mitgliederversammlung zur Stadtverbandsvorsitzende in den Vorstand der CDU Taucha gewählt.
Bei der Wahl zum Kreistag Nordsachsen am 26. Mai 2019 erhielt Schenderlein in ihrem Wahlkreis 1.063 Stimmen. Die CDU erreichte in ihrem Wahlkreis drei Sitze. Nachdem der langjährige CDU-Kreisrat Axel Wohlschläger (1.743 Stimmen) am 14. Juni 2019 verstarb, übernahm Schenderlein als Viertplatzierte das Ehrenamt der Kreisrätin im Landkreis Nordsachsen.
Nach der Landtagswahl in Sachsen 2019 am 1. September 2019 zog sie über die Landesliste im Oktober 2019 als Mitglied in den 7. Sächsischen Landtag ein. Als Ziele ihrer Kandidatur als Landtagsabgeordnete gab sie an, sich für eine verlässliche Gesundheitsversorgung im ländlichen Raum, das Voranbringen bei Infrastruktur, Innerer Sicherheit und attraktiven Familienangeboten einzusetzen und Ansprechpartnerin für die nordsächsischen Unternehmer, sowie für Vereine, Kirchen, Kommunen und Familien zu sein.
Die Mitglieder der CDU Nordsachsen wählten Schenderlein beim Kreisparteitag am 8. November 2019 mit 95 Prozent der Stimmen zur neuen Kreisvorsitzenden.
Der Landesparteitag der CDU Sachsen wählte am 16. November 2019 Schenderlein zur Beisitzerin in den Landesvorstand. Neben der Oberbürgermeisterin der Stadt Torgau, Romina Barth, ist Schenderlein damit Delegierte bei Bundes- und Landesparteitagen der CDU und vertritt die Region Nordsachsen.
Für die Bundestagswahl 2021 kündigte Schenderlein im September 2020 eine Kandidatur für das Bundestagsmandat des Wahlkreises 151 an. Auf dem Nominierungsparteitag in Eilenburg setzte sie sich im Oktober 2020 gegen den Leipziger Richter Jörg Burmeister durch. In der letzten Phase des Wahlkampfes setzte sie einen rollenden Roboter ein, um trotz Corona-Quarantäne per Videotelefonie mit Menschen sprechen zu können. Das Direktmandat im Bundestagswahlkreis Nordsachsen konnte sie nicht gewinnen – sie unterlag mit 22,8 % der Erststimmen dem Wahlkreissieger René Bochmann von der AfD, welcher 27,8 % der Erststimmen erhielt –, zog aber über die Landesliste der CDU Sachsen erstmals in den Deutschen Bundestag ein. Im Zuge ihres Einzugs in den Bundestag legte sie im Januar 2022 ihr Landtagsmandat nieder. Für sie rückte Tom Unger in den Landtag nach. In der ersten Wahlperiode wurde sie zur Sprecherin für Kultur und Medien der CDU/CSU-Bundestagsfraktion gewählt.
Auch bei der Bundestagswahl 2025 kandidierte Schenderlein. Sie unterlag im Wahlkreis Nordsachsen erneut dem AfD-Politiker Bochmann, zog jedoch wieder über die Landesliste in den deutschen Bundestag ein.
Im Zuge der Bildung des Kabinetts Merz wurde sie zur Staatsministerin bei dem Bundeskanzler Friedrich Merz (CDU) und Beauftragten der Bundesregierung für Ehrenamt und Sport und ernannt.

### Weitere Mitgliedschaften
Schenderlein ist Mitglied im Freundeskreis der Bundeswehr Leipzig e. V. und Mitglied im Verband der Reservisten der Deutschen Bundeswehr.
Von 2014 bis 2020 war sie Kirchvorsteherin der Gemeinde Taucha-Dewitz-Sehlis.
Im Mai 2020 wurde sie von der sächsischen Staatsregierung in den ZDF-Fernsehrat entsandt. Dort ist sie Vorsitzende des Ausschusses für Strategie und Koordinierung.
Seit November 2022 ist sie stellvertretende Vorsitzende der Deutschen Gesellschaft e. V.